# USS Tillman (DD-641)
USS Tillman (DD-641) là một tàu khu trục lớp Gleaves được Hải quân Hoa Kỳ chế tạo trong Chiến tranh Thế giới thứ hai. Nó đã tham gia suốt Thế Chiến II, sống sót qua cuộc xung đột, ngừng hoạt động năm 1947 và bị tháo dỡ năm 1972. Nó là chiếc tàu chiến thứ hai của Hải quân Hoa Kỳ được đặt theo tên Ben Tillman (1847-1918), Thống đốc tiểu bang South Carolina và là Nghị sĩ Quốc hội.

## Thiết kế và chế tạo
Tillman được chế tạo tại Xưởng hải quân Charleston. Nó được đặt lườn vào ngày 1 tháng 5 năm 1941; được hạ thủy vào ngày 20 tháng 12 năm 1941, và được đỡ đầu bởi bà Charles Sumner Moore. Con tàu được cho nhập biên chế cùng Hải quân Hoa Kỳ vào ngày 4 tháng 6 năm 1942 dưới quyền chỉ huy của Thiếu tá Hải quân Francis Douglas McCorkle.

## Lịch sử hoạt động

### 1942
Tillman tiến hành chạy thử máy từ tháng 6 đến tháng 9 năm 1942. Đến tháng 9 và tháng 10, nó hộ tống các đoàn tàu vận tải và tham gia các cuộc thực tập tại vùng bờ Đông, trước khi lên đường từ vịnh Chesapeake vào ngày 23 tháng 10 cùng một đoàn tàu để tham gia Chiến dịch Torch, cuộc đổ bộ của lực lượng Đồng Minh lên Bắc Phi. Trước nửa đêm ngày 7 tháng 11, nó đi đến một điểm cách 6 nmi (11 km) ngoài khơi bờ biển Châu Phi, bắt đầu hỗ trợ cho việc chất dỡ các tàu vận chuyển thuộc Đội tấn công Trung tâm gần Fedhala. Trong trận Hải chiến Casablanca, đang khi bảo vệ khu vực vận chuyển, nó đối đầu với tàu tuần tra W-43 đối phương, vốn tìm cách đưa sáu tàu buôn len lỏi vào khu vực vận chuyển bất chấp việc cảnh cáo của chiếc tàu khu trục. Nó bị hải pháo của Tillman bắn nổ tung và đắm; ba tàu buôn Pháp bị bắt giữ sau đó.
Vào ngày 10 tháng 11, lực lượng Đồng Minh tiến đến từ phía Đông chịu đựng hỏa lực từ các tàu khu trụ đối phương. Tillman đã cùng với tàu tuần dương hạng nặng Augusta (CA-31) và tàu khu trục Edison (DD-439) tấn công các tàu đối phương, đồng thời cũng phải chịu đựng hỏa lực các khẩu đội pháo bờ biển bao gồm tại El Hank. Cơ động với tốc độ lên đến 34 kn (63 km/h), nó nả pháo vào các tàu đối địch, bắn trúng một chiếc hỏng bánh lái trước khi rút lui về vị trí trực chiến cạnh khu vực vận chuyển. Sang ngày 12 tháng 11, nó rời khu vực hộ tống một đoàn tàu vận tải, trên đường đi phải chịu đựng biển động mạnh với sóng cao đến 50–60 ft (15–18 m), nhưng về đến New York an toàn vào ngày 1 tháng 12.

### 1943
Tillman tiếp tục làm nhiệm vụ hộ tống vận tải tại khu vực Đại Tây Dương đầy sóng gió, rồi tham gia các cuộc thực tập ngoài khơi Casco Bay, Maine. Khởi hành từ cảng New York vào những giờ đầu tiên của ngày 8 tháng 2 năm 1943, một đêm tối trời với những cơn sóng cao, nó mắc tai nạn va chạm với một tàu buôn không có tín hiệu nhận dạng ánh sáng đầy đủ thả neo ngay luồng ra vào cảng. Sau khi được sửa chữa tại New York, nó hoạt động cùng Bộ chỉ huy Tiền phương Biển phía Đông trong tháng 2 và tháng 3, làm nhiệm vụ hộ tống và thực tập. Sang mùa Xuân, nó hộ tống các đoàn tàu vận tải tại]].
Vào ngày 6 tháng 7, Tillman khởi hành từ Oran hộ tống một đoàn tàu tham gia Chiến dịch Husky, cuộc đổ bộ của lực lượng Đồng Minh lên Sicily. Trong những ngày tiếp theo, nó bắn pháo hỗ trợ phá hủy hàng rào phòng ngự bãi đổ bộ cùng các khẩu đội pháo bờ biển đối phương ngăn cản cuộc đổ bộ gần Scoglitti. Trước bình minh ngày 10 tháng 7, nó bắn các loạt đạn pháo đầu tiên xuống bãi Yellow lúc 03 giờ 31phút, trong lúc cuộc đổ bộ diễn ra; đến 04 giờ 30 phút, một loạt sáu quả bom do máy bay đối phương ném đã phát nổ cách mũi con tàu 300 yd (270 m) bên mạn phải, làm hỏng dàn radar của nó. Một giờ sau, nó vô hiệu hóa một khẩu đội pháo bờ biển vốn đã bắn vào bãi Yellow. Bay thấp gần mặt đất để né tránh sự phát hiện của radar, máy bay đối phương bắn phá vào binh lính đổ bộ và các tàu hỗ trợ. E ngại có thể bắn nhầm vào binh lính đổ bộ trên bờ, các tàu Đồng Minh đã không nổ súng khi ngắm vào các máy bay bay thấp. Trong đêm 10-11 tháng 7, nó tuần tra ngoài khơi các bãi đổ bộ; vào ngày 11 tháng 7, nó lại đánh trả các cuộc ném bom của đối phương và bắn pháo hỗ trợ theo yêu cầu của các trinh sát viên pháo binh trên bờ. Đến ngày 16 tháng 7, nó hộ tống các tàu vận tải quay trở về Oran.
Trong thời gian còn lại của năm 1943, Tillman hộ tống các đoàn tàu vận tải tại vùng biển Địa Trung Hải và Đại Tây Dương, trải qua nhiều thời khắc nguy hiểm khi hộ tống các tàu buôn mong manh trước sự tấn công của máy bay và tàu ngầm đối phương. Đang trên đường đi từ New York đến Bizerte vào ngày 2 tháng 9, một ngày sau khi vượt qua eo biển Gibraltar, nó bị một máy bay ném bom-ngư lôi Đức tấn công. Mây mù đã ngăn trở tầm nhìn xuống còn 2.000 yd (1.800 m) khi chiếc máy bay, bị nhận diện nhầm là máy bay bạn, phóng ra quả ngư lôi. Phản ứng cơ động kịp thời đã giúp cứu con tàu không bị quả ngư lôi phá hủy, khi nó chỉ sượt qua cách mũi tàu 30 yd (27 m) và chạy dọc bên mạn trái. Trong cùng đợt tấn công này, tàu khu trục Kendrick (DD-612) bị hư hại bởi một quả ngư lôi Đức đánh trúng. Hai ngày sau, đoàn tàu đi đến Bizerte nhưng bị bình yên trong cảng bị phá vỡ vào ngày 6 tháng 9 bởi một cuộc không kích của đối phương kéo dài 30 phút. Chiếc tàu khu trục đã đối đầu với những kẻ tấn công bằng dàn pháo chính và súng máy; mười ba thành viên thủy thủ đoàn đã bị thương khi một quả đạn pháo phát nổ trên sàn tàu.
Vào ngày 6 tháng 11, đang khi di chuyển ngoài khơi bờ biển Algérie, Tillman giúp đánh trả một cuộc không kích của Đức vào phía đuôi mạn trái một đoàn tàu chở binh lính và tiếp liệu đến các chiến dịch tại Ý. Ước lượng có khoảng 25 máy bay đối phương, nhiều chiếc được trang bị bom lượn, đã tham gia cuộc không kích vốn đã đánh chìm hai tàu buôn và một khu trục chị em với Tillman là Beatty (DD-640). Trong đợt tấn công thứ nhất, một chiếc Dornier 217 đã chọn Tillman như mục tiêu của quả bom lượn; quả bom điều khiển bằng vô tuyến tiếp cận ở tốc độ cao nhưng bị hỏa lực súng máy của chiếc tàu khu trục bắn nổ cách mũi tàu 150 yd (140 m) bên mạn trái. Không lâu sau, một quả bom thứ hai nhắm vào nó cũng bị bắn rơi và nổ tung chỉ cách con tàu 160 yd (150 m), khi nó bắn rơi chiếc máy bay phóng. Quả bom lượn thứ ba rơi bên mạn phải con tàu sau khi chiếc máy bay phóng quay đầu trước màn hỏa lực phòng không dày đặc của Tillman. Sau khi được tạm thời an toàn, chiếc tàu khu trục tập trung hỏa lực vào những máy bay đang tấn công đoàn tàu vận tải, bắn rơi thêm một máy bay tấn công.
Giai đoạn cuối cùng cũng là ác liệt nhất diễn ra khi năm máy bay Đức tấn công Tillman. Trong khi dàn pháo chính của nó đối đầu với những kẻ tấn công, con tàu bẻ lái gắt sang mạn phả để né tránh các quả ngư lôi, hai quả trong số đó chạy song song cách con tàu 60–100 ft (18–30 m). Lát sau, khi con tàu bẻ lái trở lại sang mạn trái để lấy lại vị trí chiến đấu, một vụ nổ dữ dội làm rung chuyển con tàu. Được cho là bởi một quả ngư lôi kích nổ trên sóng của chiếc tàu khu trục, vụ nổ lại không gây hư hại gì nghiêm trọng cho con tàu, và nó đổi hướng để cứu vớt những người sống sót từ chiếc tàu chở hàng SS Santa Elena bị đánh chìm, rồi tiếp tục đi đến Philippeville để đưa những người sống sót lên bờ.

### 1944 – 1946

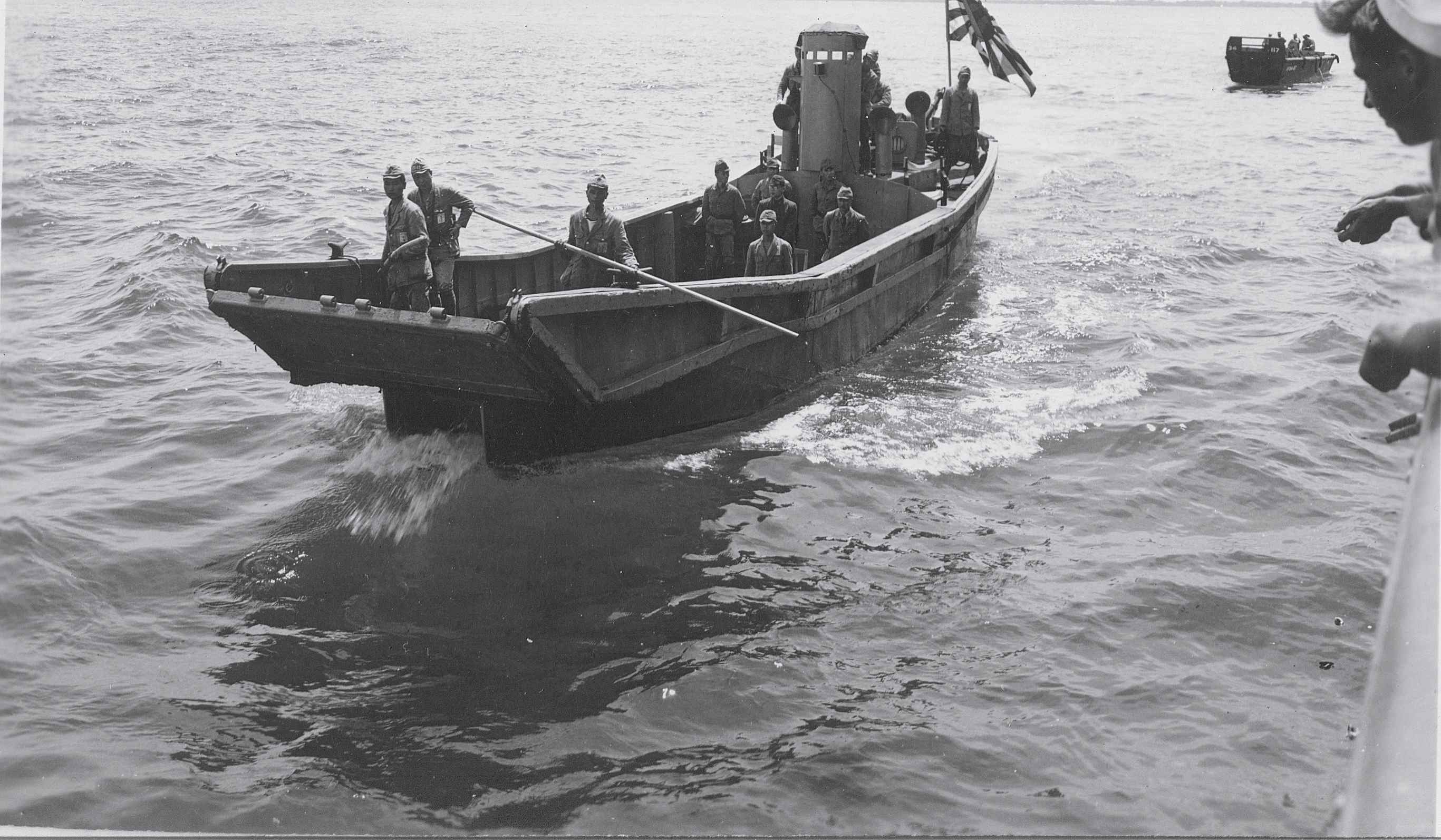
Chỉ huy Nhật Bản đang đi đến Tillman chuẩn bị để cho đảo Yap đầu hàng

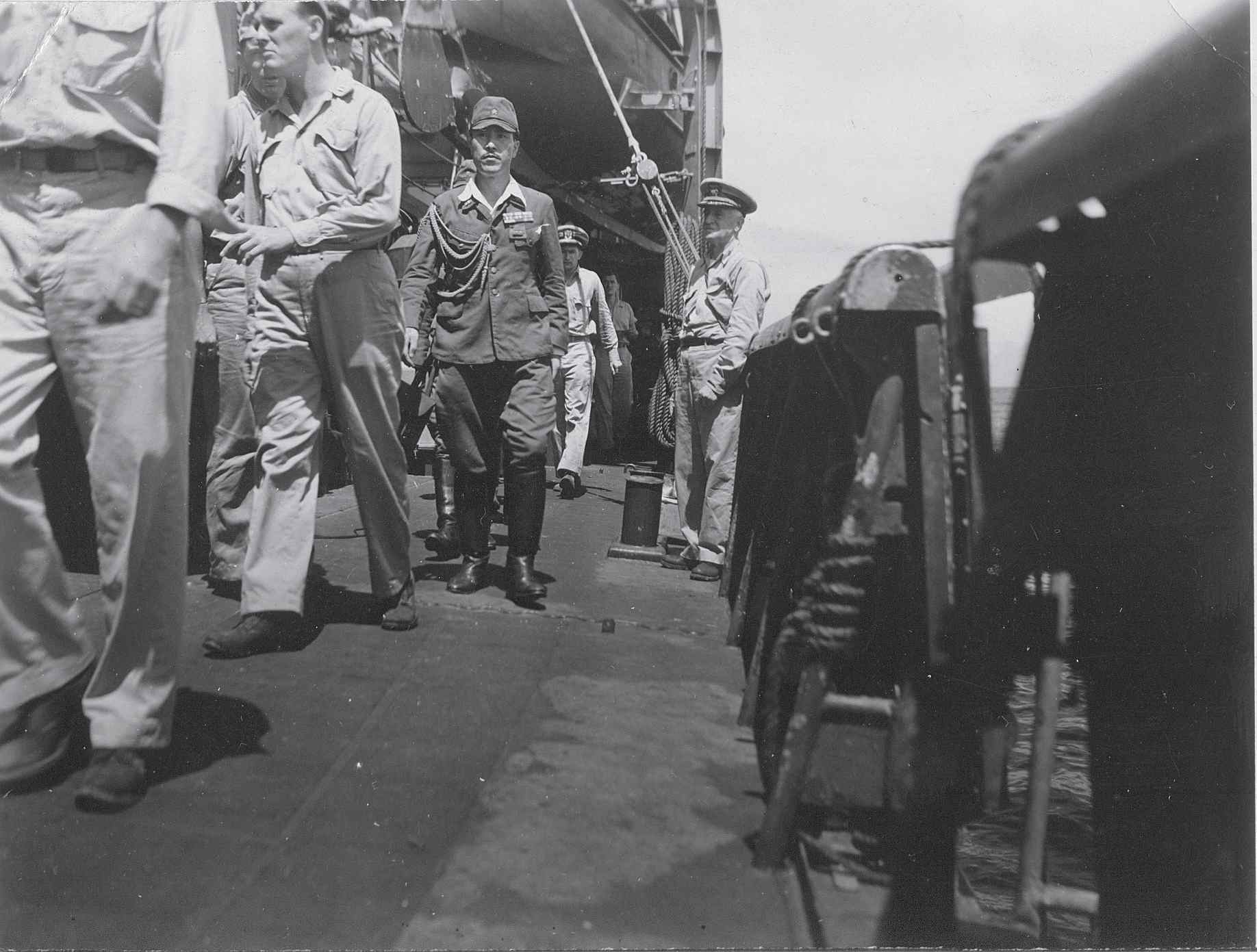
Chỉ huy Nhật Bản trên chiếc Tillman để đảo Yap đầu hàng

Trong tháng 12 năm 1943 và suốt năm 1944, Tillman hộ tống các đoàn tàu vận tải đi lại giữa các cảng Hoa Kỳ, Địa Trung Hải và Anh Quốc, thỉnh thoảng được đại tu tại New York hay thực tập ngoài khơi New England. Trong ba tháng đầu năm 1945, nó tham gia các cuộc thực tập tại vùng biển Caribe và ngoài khơi vùng bờ Đông, trước khi khởi hành từ vịnh Delaware vào ngày 28 tháng 3, băng qua kênh đào Panama và ghé qua San Diego để đến khu vực quần đảo Hawaii. Sau khi đi đến Trân Châu Cảng vào ngày 21 tháng 4, nó tham gia các cuộc thực tập tại vùng biển Hawaii, trước khi khởi hành vào ngày 1 tháng 5. Cho đến tháng 9, nó làm nhiệm vụ giải cứu và tuần tra chống tàu ngầm ngoài khơi Guam và Ulithi. Vào ngày 6 tháng 9, tại cảng Tamil, sí quan chỉ huy Lục quân Nhật Bản đồn trú tại đảo Yap đã chính thức đầu hàng Tư lệnh lực lượng Hoa Kỳ tại Ulithi bên trên chiếc tàu khu trục.
Tillman tiếp tục hoạt động tại khu vực quần đảo Caroline và miền Nam quần đảo Mariana cho đến ngày 3 tháng 11 năm 1945, khi nó đi đến Trân Châu Cảng. Nó tiếp tục băng qua kênh đào Panama để quay về vùng bờ Đông, về đến Charleston, South Carolina vào ngày 11 tháng 12 năm 1946 để ngừng hoạt động. Nó được cho xuất biên chế vào ngày 6 tháng 2 năm 1947, và được rút khỏi danh sách Đăng bạ Hải quân vào tháng 3 năm 1972. Lườn tàu bị bán để tháo dỡ vào ngày 8 tháng 5 năm 1972.

## Phần thưởng
Tillman được tặng thưởng ba Ngôi sao Chiến trận do thành tích phục vụ trong Thế Chiến II.